# ديزموند كلارك
ديزموند كلارك (بالإنجليزية: Desmond Clark)‏ هو لاعب كرة قدم أمريكية أمريكي، ولد في 20 أبريل 1977 في بارتو في الولايات المتحدة.

## وصلات خارجية
- ديزموند كلارك على موقع مرجع كرة القدم المحترفة.كوم (الإنجليزية)